# Північні Споради
Півні́чні Спора́ди (Споради, грец. Βόρειες Σποράδες) — архіпелаг Егейських островів уздовж східного узбережжя материкової частини Греції та на північний схід від острова Евбея.
Архіпелаг становлять 24 розсіяних острови, але тільки 5 з них є населеними — Алонісос, Скіатос, Скопелос, Перістера та Скірос.
В адміністративному відношенні острови розділені між двома периферіями Греції — Центральна Греція (острів Скірос) та Фессалія (усі інші острови).
Пагорби і низькогір'я (висота до 792 м на острові Скірос); розвинутий карст. Ксерофітні чагарники. Скотарство, виноградарство; рибальство; видобуток губок. Резерват Юра (на однойменному острові).
| Греція | Це незавершена стаття з географії Греції. Ви можете допомогти проєкту, виправивши або дописавши її. |